# Streptocarpus plantagineus
Streptocarpus plantagineus är en tvåhjärtbladig växtart som beskrevs av Wilhelm Vatke. Streptocarpus plantagineus ingår i släktet Streptocarpus och familjen Gesneriaceae. Inga underarter finns listade i Catalogue of Life.